# Yvonne Rokseth
Yvonne Rokseth (née Rihouët le 17 juillet 1890 à Maisons-Laffitte et morte le 23 août 1948 à Strasbourg) est une musicologue française, spécialiste de la polyphonie du Moyen Âge et de la Renaissance.

## Biographie
Yvonne Rokseth est la fille de Jean Eugène Georges Rihouët (1864-1949), avocat à la Cour d'appel de Paris, puis juge de paix, et de Claire Marie Hélène Lambert (1869-1958), pianiste de concert. Elle étudie la musique au Conservatoire de Paris et obtient son baccalauréat en 1908. Elle obtient en 1915 une licence ès sciences, puis une licence ès lettres, mention philosophie, à l'université de Paris. Elle obtient également un diplôme d'études supérieures avec un mémoire intitulé « L’idée de finalité chez les biologistes contemporains ». En parallèle, elle étudie l'orgue sous la direction d'Abel Decaux et la composition avec Vincent d'Indy et Albert Roussel, à la Schola Cantorum de Paris. 
En 1920, elle suit avec Dragan Plamenac et Geneviève Thibault le séminaire de musicologie du mercredi d'André Pirro à la bibliothèque de musique de la Sorbonne. En 1921, elle commence une thèse, intitulée La musique d'orgue au XVe siècle et au début du XVIe, sous la direction de ce musicologue, qu'elle soutient le 4 juin 1930,, et qui lui vaut le prix Kastner-Boursault décerné en 1931 par l'Académie des Beaux-Arts.
Elle s'intéresse tout particulièrement aux musiciennes du Moyen Âge, avant l'émergence des études de genre. 
Yvonne Rokseth compose également de la musique. Sa Fantaisie pour piano et orchestre lui permet d'être lauréate en 1921 du Prix de l'Aide aux femmes de profession libérale. Elle traduit aussi de l'allemand l'ouvrage Histoire de la musique de Charles Nef, qui est publié en français chez Payot en 1925.
Elle passe le diplôme technique de bibliothécaire en 1934 et devient auxiliaire à la Bibliothèque nationale de France le 25 février 1935. Elle y est chargée de la responsabilité de trois collections musicales, en vue de préparer la création d'un département de la musique. Elle y propose une méthode de catalogage détaillé qui facilite l'accès aux œuvres musicales.
En mars 1937, elle est recrutée comme maîtresse de conférences à l'université de Strasbourg : c'est la première femme qui enseigne la musicologie à l'université. Lorsque cette université est déplacée à Clermont-Ferrand, en 1939, elle y déménage, et y crée une chorale universitaire. Sur place, selon Geneviève Thibault, elle « prête son appartement à des étudiants traqués, héberge souvent des (hors-la-loi), distribue des feuilles secrètes, abrite un poste émetteur ». Échappant à la rafle de Clermont-Ferrand, le 25 novembre 1943, elle fuit à Paris où elle vit cachée jusqu'à la libération. Elle obtiendra en 1946 la médaille de la Résistance française.
Elle revient à Strasbourg en août 1945, et y devient professeure des universités en 1946. En janvier 1948, le Te Deum qu'elle avait composé en l'honneur de la libération de Strasbourg, dédié au Général Leclerc est créé par le Chœur de Saint-Guillaume dirigé par Fritz Münch,.
En 1950, les éditions de l'Oiseau-Lyre publient une série de six disques intitulée Polyphonies du XIIIe siècle, dont les chants sont tirés du manuscrit H196 de la Bibliothèque de l'Université de Montpellier, qui avait été édité par Yvonne Rokseth en 1935.

## Vie privée
En 1914, Yvonne Rokseth se marie avec un ingénieur de construction navale, Pierre Ledieu. Ils ont en 1918 une fille, Odile, qui épousera le musicologue Guillaume de Van. Elle a deux autres filles, Anne-Cécile et Ève-Marie, à la suite de son mariage en 1925 avec Peter Hjalmar Rokseth, qui devient en 1927 professeur de philologie romane à l'université d'Oslo.

## Distinction
- Médaille de la Résistance française (décret du 29 novembre 1946)[16]